# Дзеркальний (зупинний пункт)
Дзерка́льний — пасажирська зупинна залізнична платформа Донецької дирекції Донецької залізниці. Розташована між с-щами Мережки, Петренки та Обрізне Амвросіївський район, Донецької області на лінії Кутейникове — Каракуба між станціями Кутейникове (11 км) та Карбідний (5 км).
Через військову агресію Росії на сході України транспортне сполучення припинене, хоча до того ходив електропоїзд в усі дні, окрім понеділка, № 62521/62522.